# Perfidnost
Perfidnost (lat. perfidia) ili zlobnost odnosno lukavost, lažljivost, neiskrenost, podmuklost, je ljudska osobina u kojoj neka osoba prikriva svoje prave osjećaje i namjere od drugih osoba. Osoba pritom namjerno iskorištava povjerenje ili lojalnost jedne osobe ili grupe osoba, da bi primjerice u vojnim sukobima ili u poslovnim odnosima stekli prednost.
Odgovarajuće radnje sa svrhom svjesnog stvaranja takvog povjerenja često je bitan dio perfidnosti i kao takav je perfidan akt.
Zavaravanje kao oblik prevare se razlikuje od perfidnosti uglavnom u po iskorištavanju povjerenja.
Pojam podlost ima vrlo slično znajenje kao perfidnost.
Perfidnost kao sredstvo ratovanja tijekom oružanog sukoba s ciljem ubijanja, ranjavanja ili zarobljavanja protivnika je prema Međunarodnim humanitarnim pravom zabranjeno i predstavlja ratni zločin.
Kao perfidni akt je zlouporaba povjerenja neprijatelja u situacijama kad bi prema pravilima međunarodnog humanitarnog prava imali pravo na zaštitu.